# Европско првенство у атлетици у дворани 2019 — штафета 4 × 400 метара за мушкарце
Трка штафета на 4 х 400 м у мушкој конкуренцији на 35. Европском првенству у дворани 2019. у Глазгову одржано је 3. марта у Емиратес арени.
Титулу освојену у Београду 2017. бранила је штафета Пољске.
На првенству је учествовало 6 најбоље пласираних мушких штафета из Европе у 2018. години.

## Земље учеснице
Учествовало је 24 такмичара из 6 земаља.
1. Белгија (4)
2. Италија (4)
3. Пољска (4)
4. Уједињено Краљевство (4)
5. Француска (4)
6. Шпанија (4)

## Рекорди
| Рекорди пре почетка Европског првенства . | Рекорди пре почетка Европског првенства .                                                  | Рекорди пре почетка Европског првенства . | Рекорди пре почетка Европског првенства . | Рекорди пре почетка Европског првенства . |
| ----------------------------------------- | ------------------------------------------------------------------------------------------ | ----------------------------------------- | ----------------------------------------- | ----------------------------------------- |
| Светски рекорд                            | „USC” „INT” Сједињене Државе · (Zachary Shinnick, Раи Бенџамин, Рики Морган, Мајкл Норман) | 3:00,77                                   | Колеџ Стејшон, САД                        | 10. март 2018.                            |
| Европски рекорд                           | Пољска · (Карол Залевски, Рафал Омелко, Лукаш Кравшук, Јакуб Кжевина)                      | 3:01,77                                   | Бирмингем, Уједињено Краљевство           | 4. март 2018.                             |
| Рекорди европских првенстава              | Белгија · (Жилијен Ватрен, Дилан Борле, Жонатан Борле, Кевин Борле)                        | 3:02,87                                   | Праг, Чешка                               | 8. март 2015.                             |
| Најбољи светски резултат сезоне у дворани | Хјустон (Amere Lattin, Obi Igbokwe, Jermaine Holt, Кахмари Монтгомери)                     | 3:01,51                                   | Клемсон, САД                              | 9. фебруар 2019.                          |

## Сатница
| Датум         | Време | Ниво   |
| ------------- | ----- | ------ |
| 3. март 2019. | 20:25 | Финале |

## Квалификациона норма
| дворана или отворено |
| -------------------- |
| нема норму           |

## Освајачи медаља
|                                                                         |                                                                       |                                                                                 |
| Белгија · Жилијен Ватрен, · Дилан Борле, · Жонатан Борле, · Кевин Борле | Шпанија · Оскар Усиљос, · Manuel Guijarro, · Лукас Буа, · Бернат Ерта | Француска · Маме-Ибра Ан, · Томас Жордије, · Николас Коурбиере, · Фабрисио Седи |

## Резултати

### Финале
Такмичење не одржано 3. марта 2019. године у 20:25.
| Пласман | Земља                | Атлетичари                                                    | НР      | Резултат | Белешка |
| ------- | -------------------- | ------------------------------------------------------------- | ------- | -------- | ------- |
|         | Белгија              | Жилијен Ватрен, Дилан Борле, Жонатан Борле, Кевин Борле       | 3:02,51 | 3:06,27  |         |
|         | Шпанија              | Оскар Усиљос, Manuel Guijarro, Лукас Буа, Бернат Ерта         | 3:06,60 | 3:06,32  | НР      |
|         | Француска            | Маме-Ибра Ан, Томас Жордије, Николас Коурбиере, Фабрисио Седи | 3:06,17 | 3:07,71  |         |
| 4.      | Пољска               | Дариуш Ковалук, Рафал Омелко, Тимотеуш Зимни, Дамјан Чикјер   | 3:01,77 | 3:08,40  |         |
| 5.      | Уједињено Краљевство | Камерон Чалмерс, Џо Брајер, Томас Сомерс, Алекс Хејдок-Вилсон | 3:03,20 | 3:08,48  |         |
| 6.      | Италија              | Владимир Ачети, Брајан Лопез, Микеле Трича, Ђузепе Леонарди   | 3:05,51 | 3:09,48  |         |